# Drosophila ferruginea
Drosophila ferruginea este o specie de muște din genul Drosophila, familia Drosophilidae, descrisă de Becker în anul 1919.
Este endemică în Ecuador. Conform Catalogue of Life specia Drosophila ferruginea nu are subspecii cunoscute.